# デュエルファイター刃
『デュエルファイター刃』（デュエルファイターじん）は、中村哲也による日本の漫画作品。1997年から2003年にかけて、『月刊RPGマガジン』（ホビージャパン）及び後続誌『月刊ゲームぎゃざ』に連載された。単行本は全7巻。

## 概要
トレーディングカードゲームの先駆的存在『マジック:ザ・ギャザリング』（以下「マジック」）を題材にした初の漫画作品。
カードゲームのプレイ風景は、現実では「プレイヤー同士が向かい合って座り、カードを並べ行動を宣言するだけ」と言う地味なものであるが、この作品ではヴァーチャルリアリティでカードゲームを遊ぶと言う設定によってゲームを可視化し、プレイ風景を派手で分かりやすく演出した。

## ストーリー
主人公・竜ヶ崎刃は、マジックの関東ジュニア（15歳以下）トーナメントでもトップクラスの強豪。ある日、彼は「ブラス」と名乗る謎の青年に誘われ、マジックをヴァーチャルリアリティで遊べるシステム「Planeswalker（プレインズウォーカー）」を体験する。しかし対戦相手となった少年アキラに逆転負けを喫した上、「甘い奴、弱すぎる」と侮辱されてしまう。負けず嫌いの刃は雪辱を誓い、それっきり姿を見せなくなったアキラとの再戦を目指して、プレインズウォーカーに身を投じるようになる。

## 登場人物
世界大会編のチーム構成で紹介。名前の後の※は、読者公募およびゲストキャラクター。また日本チームとの対戦はなかったが、イタリアチーム、スペインチームも登場している。

### 日本チーム
全日本ジュニアランキングTOP10で構成されたチーム。
ランキングには緋沼晶も入っているが、最後まで彼は日本チームには参加しなかった。
竜ヶ崎刃（りゅうがさき ジン）
本作の主人公。12歳の中学1年生。負けず嫌いの熱血漢な少年だが、それゆえに周囲が見えなくなり自分勝手な行動を取ることも多い。
一人になると若干泣き虫であるところも垣間見える。
アキラやリキ達との戦いを経て、プレイスタイルも含めて成長していく。
主な使用デッキは赤緑ステロイド。名前の由来はクリーチャーカードの「シヴのドラゴン（赤）」と「アーナム・ジン（緑）」。
世良円（せら マドカ）
13歳の中学1年生。ジンの幼馴染で、ジンを一途に慕う母性的な少女。やや嫉妬深い所があり、ジンに女の子が近付くたびに彼に対して八つ当たりしている。マジックはあまり強くない。
主な使用デッキは白系コントロール。名前の由来はクリーチャーカードの「セラの天使」。
泉俊（いずみ シュン）
13歳の中学1年生。ジンの親友であり良き理解者。常に冷静かつ穏やかで、マジックでもジン以上の実力者で日本ジュニアランキング2位のプレイヤー。
主な使用デッキは青白パーミッションだが、皇帝杯編では主に黒を担当。名前の由来は青と白を多用する事から白と青（水）を含む文字である「泉」。
八乗寺舞（はちじょうじ マイ）
9歳の小学4年生。プレインズウォーカーの開発を支援している八乗寺財閥の令嬢。プライドが高く世間知らずの典型的なお嬢様だが、根は素直。シュンを慕い、またマモルやフェルプゥを従える。
プレイング技術がやや甘いが、欲しいカードを引きたいときに引ける「超絶今引き」能力がそれを補って余りある。ほとんどのデュエルでは初手で一気に手札を使いきり、5ターン以内で勝利する（逆に言えばそれをしのがれると弱い）。
名前の由来はクリーチャーカードの「El-Hajjaj/エル・ハジャジ」で、初期案での名前は八乗寺恵里だった。
主な使用デッキは茶系の巨大クリーチャーデッキ。
火事場力（かじば リキ）
15歳の中学3年生。関西ジュニアの強豪でチームの兄貴的存在。面倒見が良く、また勝負を純粋に楽しむ豪放磊落な性格。実家は旅館。
主な使用デッキは赤バーン。
メタゲームを無視し、他色を導入せずに赤バーンに固執する傾向から日本ランキング上位にもかかわらず皇帝杯のレギュラーから外されることとなり、皇帝杯決勝以降の監督代行を務める。名前の由来は赤（火）使いである事から。
瀬石櫻（せいし サクラ）
京なまりで話す14歳の中学3年生。関西ジュニアの強豪で、リキと並ぶチームの姉貴分。穏やかで世話好き、かわいいもの大好きだが、キレると怖い。イノシシが苦手。
主な使用デッキは赤白コントロール。また作中ではツッコミ用に頻繁に「ボガーダンの槌」を使う。名前の由来は呪文カードの「精神錯乱」。
古門守（こもん マモル）
気が弱いメガネっ子少年。マイからは召使いのように扱われている。大会では不利なコモンデッキで予選を勝ち上がってきた実力者で、チームの参謀的存在。
主な使用デッキは緑系のコモンデッキ。名前の由来はそのままコモンカード使いである事から。
フェルプゥ
「ぴっ」としか喋らない謎の着ぐるみで、作中ではマスコットとして扱われている。中の人は男の子らしい。
日本ランキングTOP10に入ってはいるが皇帝杯ではレギュラーに入れず、マイのマネージャー（というよりは召使い）を務める。
作中ではブービートラップデッキを使用。
天草薫（あまくさ カオル）
日本ジュニアのトッププレイヤー。優秀なデッキビルダーでプレイングにも優れる頭脳派だが、「プレイングの美しさ」にこだわりを持つナルシスト。マドカに好意を持つ。
主な使用デッキはテクニカルな青コントロール系。名前の由来は出身地が九州である事から。
星弥生（ほし ヤヨイ）
のんびりおっとりした性格のおさげメガネっ娘。猫をこよなく愛する少女。作者によれば「人気の高いおさげ＋メガネっ娘を端役扱いする」ために登場させたが、その人気から世界編でレギュラー入りしたとのこと。
「猫の女帝」の異名を持つ通り、主な使用デッキは緑の猫デッキ。名前の由来は佐々木亮の漫画『宇宙おてつだい☆やよいさん』のヒロインから。

### アメリカチーム
全員が世界ランキングTOP10ランカーで構成されている。日本チームとは予選と決勝の二度対戦しているが、決勝時は強制ログアウトの影響で対戦メンバーが変更された。
緋沼晶（ひぬま アキラ） / アキラ・ハイファン
ジンの最大のライバルで、最終目標である少年。日米両方の国籍を持つ。勝利へのこだわりを持ち、馴れ合いを嫌う。アメリカでは「黒の鬼公子」と呼ばれる凄腕のデュエリストとして知られており、マジックでは抜きん出た実力を持つ上に、マイに並ぶほどの引きの強さを誇る。
世界大会であるキングダムにはチームとしては参加せず単独で動いていたが、準決勝のフランス戦においてアメリカチームとして参加した。
主な使用デッキは黒のハンデスだが、1ターンキルのミニオンコンボデッキや青黒等も使用する。名前の由来は緋（赤）+沼（黒の地形）。
クリス・クリスチャン
12歳。アキラとアーシュラの友人。負けず嫌いの生意気そうな少年。アーシュラに好意を持っており、アキラを憎んでいる。
主な使用デッキは赤緑ステロイド。プレインズウォーカーではカウボーイ風の姿をしている。
サラ・マクロード
13歳。アキラとアーシュラの友人。穏やかで思いやりのある少女だが、芯は強い。
主な使用デッキは白コントロール。プレインズウォーカーでは修道女の姿をしている。
ピーター・ゴドウィン ※
14歳。プレインズウォーカーでは神父の格好をしているが性格は陽気。
使用デッキは赤黒ポンザデッキ。
アルフ・ウェストン ※
15歳。ガンマンの格好をしている。
使用デッキは赤スライ
ジョセフィン・ヤワラ・ハマー ※
15歳。アメリカチームのリーダーで、アメリカジュニアチャンプ。元ジャッジでメタゲームを得意とし、冷静かつ機転の利く性格。
劇中使用のカードから使用デッキは白という事だけが判明。

### ドイツチーム
ヨーロッパ第2位のチームで規律正しいことで有名。
ラインハルト・マリーア・フォン・シュトルム ※
15歳。ドイツチームのリーダーで、欧州ジュニア選手権では前年度無敗、世界ジュニアランキング第二位の実力を持つプレイヤー。
作中では黒単のブリッツを使用する。
ファスライ・スケベニンゲン ※
14歳。オランダからの編入メンバー。姉御肌で口調は瀬石櫻に近い部分を持つ。
作中では赤単のポンザを使用する。
エルンスト・フォン・シュタイナー ※
12歳。一応は参謀役であるが、プレイングや戦略に関してはラインハルトのほうが上。
作中では黒対策を施した白ウィニーを使用する。
フィッツ・ジュラルミン ※
14歳。自身のことを「小官」と言うなど士官風な言葉遣いをするが、性格はどちらかというとマッドサイエンティストに近い。エルンストと同様に参謀役で、デッキビルダーとしての技能もあるが、扱いづらいと不評。
作中ではアーティファクトを基軸とした赤茶単デッキを使用する。
テオドール・ヴォルフェンバルト
15歳。プライドが高く粗暴な性格だが、マジックの実力は確かで、｢黒い森の狼男｣という異名を持つ。
作中では青緑のリス対立を使用する。

### イングランドチーム
決勝戦で日本チームの初戦の相手。
シヴァ・ルドラ ※
13歳。インドからの留学生。冷静に物事を見ることが出来るタイプだが、八乗寺舞との対戦では驚愕を隠せなかった。
作中では赤単ゴブリンを使用する。
ジャック・フォード ※
15歳。チームのリーダー的存在で、プレイ技術も高い。
作中では青白のパララクス補充を使用する。
レミィ・ウィンザー ※
14歳。イラストレーターでマジックプレイヤーの金澤尚子が手掛けたゲストキャラクターで、他のコーナーで登場するときと変わらず間が抜けている。
作中では赤黒ハンデスを使用する。
アルフレッド・クライン ※
14歳。落ち着いており、常に敬語で話す。
作中では緑青のデッキを使用する。
スコット・ラシード ※
13歳。チームのまとめ役。幼く無邪気な性格だが大将を務めるほどの実力者。
作中では白単のリベリオンを使用する。

### 中国チーム
皇帝杯での評価は微妙で「大穴」と言われていた。またメンバー全員中華料理人でもある。また本来の使用デッキは不明で、劇中でランダムに配られた構築済デッキを使用。
ニコル・九龍（クーロン） ※
15歳。中国チームのリーダー。長髪と中性的な顔立ちで女性のようだが、男性。香港ジュニアチャンプという実力を持つプレイヤー。
作中ではインベイジョン・ブロック構築の五色デッキを使用する。
レイチェル・ハーン ※
14歳。無口で、あまり感情を表に出さない。プレイも同様に冷静で着実なスタイルを持っている。
作中ではインベイジョン・ブロック構築の白緑ホードデッキを使用する。
黄美花（ホァン・メイファ） ※
11歳。時折り超絶的な引きの悪さを発揮することから、「マリガン姑娘（クーニャン）」の異名を持つ。
作中ではインベイジョン・ブロック構築の赤を含めたデッキを使用するが、詳しくは不明。
炎龍姫（イェン・ロンジ）
15歳。出場くじに外れたため活躍の機会はなかった。
武雷光（ウー・レイコァン）
15歳。出場くじに外れたため活躍の機会はなかった。

### フランスチーム
ヨーロッパ第1位の実力を持つチーム。中国チームと料理でも対戦していた。メンバーは4名だが「2敗することなどあり得ない」強豪。
シモン・ルロッソ ※
15歳。「三銃士」の一人で「朱の勇士」の異名を持つ。
シェリル・ルチナス ※
14歳。 「三銃士」の一人で「蒼の小麗人」の異名を持つ。フランシスカを「お姉さま」と呼び慕う。
アルセーヌ・ル・ブラン
15歳。「三銃士」の一人で、「白の美食騎士」の異名を持つ。
マルセイユ・フランシスカ ※
15歳。「黒い聖乙女」の異名を持つフランスチームのリーダー。ヨーロッパジュニアチャンプという実力を持つが、他のチーム構成員である「三銃士」の強さから、団体戦ではほとんど出番がなかった。長時間のデュエルができないことを示唆する描写がある。
作中では赤黒のターボ抹消を使用する。

### ロシアチーム
ターニャを除く4人は全員が「扱いやすく手堅いだけ」の青単デッキを使用する。秘密都市の天才開発機関に集められた子供達だが、国の体制が変わったとたんに見捨てられ自分達が優秀であると国に認めさせるために皇帝杯に参加した。
ターニャ・V・カリーニン
テオドールに絡まれたところをジンに助けられ、ジンに好意を持つようになった少女。PW適正が常人よりも高く、自身へのダメージを激しい痛みを伴ってしまうためにプレインズウォーカーでの呪文の使用を恐れる。
作中ではコーチのユルグに教えを請い、黒を基軸としたネザーゴーを使用することになる。
アナスタシア・V・カリーニン
12歳。日本戦での先鋒。刃と対戦したが、速攻戦術で敗退する。
ミハイル・V・カリーニン ※
12歳。日本戦での次鋒で星ヤヨイと対戦し圧勝。無表情・無口キャラ。
アレクセイ・V・カリーニン ※
15歳。日本戦中堅でリーダー。古門マモルと対戦する。
ボリス・V・カリーニン
13歳。日本戦副将。瀬石桜と対戦するがユルグによりデッキから「Wash Out/洗い流し」を抜き取られたため、敗退する。
ユルグ・スヴァンニ
15歳。フィンランド人プレイヤーでロシアチームにコーチとして「雇われ」ている。しかしこのユルグは偽者。

### プレインズウォーカー関係者
ブラス
プレインズウォーカーの開発総責任者で、常にサングラスをかけた青年。含むような態度で子供たちに接し、またアキラを特別扱いしている。
嵯峨（サガ）
プレインズウォーカーの開発スタッフで、関西地区担当者。メガネにポニーテールの美女で、男性的な口調が特徴。
世界編ではシステム管理者と日本チームの顧問を兼任する。
チャールズ・チャリオット
通称チャーリー。プレインズウォーカーの開発スタッフで、アメリカ地区担当者。
ヨル
プレインズウォーカーの開発スタッフで、マイの父（名前は最終話で一度呼ばれたのみでフルネームは不明）。作者によると八乗寺財閥の婿養子とのこと。
エンペラー飯岡（エンペラー いいおか）
通称「メガネさん」。プレインズウォーカーで行われる試合の解説を担当する。同名の実在人物がモデル。

### その他の人物
アーシュラ・ハイファン
アキラの義妹。プレインズウォーカーのアメリカでのテストプレイヤーだったが、テストプレイ中の事故により眠ったままになっている。作中では白緑ビートダウンを使用する。

## 構成
MTGは新エキスパンションが3ヶ月に1回発売されるために作品登場の使用カードが目まぐるしく変化する。

### プレインズウォーカー編
1巻掲載。
刃達の日常とプレインズウォーカーとの出会いが描かれている。

### 全日本ジュニアトーナメント編
1～2巻掲載。
PWを使用した全日本ジュニア選手権大会がテーマとなっている。使用エキスパンションは5版とミラージュ～テンペストブロック。

### 外伝アキラ編 HomeLands
2巻掲載。
アキラとアーシュラの過去を描いている。使用エキスパンションは4版とアイスエイジブロック。

### 皇帝杯予選・キングダム編
3巻～4巻掲載。
32カ国が出場する世界トーナメント編、別名「皇帝杯(インペリアルカップ)」。特殊ルールで6版のトーナメントパック1つとブースターパック2つによるシールド戦。また追加カードとしてキングダム内のクエストで入手できるカードが使用可能となっている。よってエキスパンションはテンペストブロック以降のものが順次追加されていく仕様となっていた。

### 皇帝杯決勝トーナメント・大時計塔編
4巻～6巻掲載。
半数が脱落し16カ国で大時計の塔(クロックワークタワー)を上り詰める決勝編。
予選のときとはまた多少レギュレーションが異なり、2回戦のみ代表5名のうちランダムで3名に構築済デッキが与えられ、対戦するという変則ルールが用いられた。
さらに決勝からはデュエルに敗北したプレイヤーは強制ログアウト状態になり、本体にも変調をきたすという原因不明の症例が出始める。

### 皇帝杯決勝戦編
6巻～7巻掲載。
日本対アメリカの決勝戦を描いている。
相次ぐ謎の強制ログアウトによって両チーム共にメンバーは少なくなり、アメリカチームは3名しかおらず決勝は頭数をそろえるためやむなく代表3名ずつによる対戦で行われる事となった。

### 魔力の大渦(ヴォーテックス)編
7巻掲載。
ユルグの乱入により皇帝杯決勝は有耶無耶になってしまい、アーシュラがついに現れる完結編。